# Cinha Jardim
Cinha Jardim, nome profissional de Maria da Graça de Sousa Pereira Jardim, (Beira, Província Ultramarina de Moçambique; 22 de dezembro de 1956), é uma socialite e personalidade televisiva portuguesa.
Cinha Jardim é filha do engenheiro e empresário Jorge Jardim, uma destacada figura dos últimos anos do Estado Novo, radicado em Moçambique, para onde foi como espião de Salazar e autor do livro Moçambique, Terra Queimada. É a oitava de 12 irmãos biológicos — nove raparigas e três rapazes — e ainda uma irmã adotada, de ascendência chinesa. Foi em Moçambique que cresceram e estabeleceram raízes. Cinha tinha 26 anos quando o seu pai morreu, em 1982.
Em finais dos anos 80 casa com o empresário do Porto Raúl Leitão. Deste casamento, nasceram as suas únicas filhas: Catarina Jardim Leitão, mais conhecida por Pimpinha Jardim e Carolina Jardim Leitão, conhecida como Isaurinha.
O casal divorciou-se na primeira metade dos anos 90. Cinha Jardim e as filhas mudaram-se para Lisboa. Teve um romance com Pedro Santana Lopes, à época ex-Secretário de Estado de Aníbal Cavaco Silva, que foi intensamente acompanhado pelos media. Durante entrevistas conduzidas por Manuel Luís Goucha, Cinha Jardim admite que terá sido traída por Pedro Santana Lopes. Em 2024, várias fontes de notícias cor-de-rosa alegaram um romance entre Cinha o presidente regional da Madeira, Miguel Albuquerque.
Foi comentadora televisiva sobre futebol, organizou festas e eventos, apresentou talk shows, entre outras atividades.
Participou em dois reality shows portugueses, da estação televisiva TVI: Quinta das Celebridades e Big Brother Famosos 1 e teve duas rubricas de assuntos sociais, uma no programa Você na TV!, com Lili Caneças e Flávio Furtado, intitulada "Dizem Elas e Ele", e teve outra no programa As Tardes da Júlia, com Duarte Siopa e Pedro Ramos e Ramos.
No dia 12 de Março de 2010, nasceu o seu primeiro neto, Francisco Maria, filho de Pimpinha Jardim e Francisco Spínola.
Foi comentadora do programa Big Brother VIP, da TVI, às quartas-feiras no Extra, onde foi concorrente em 2002. Visitou a casa do Big Brother VIP na Gala do dia 7 de julho de 2013, fincando lá a dormir até ao dia seguinte.
Em 2015, participou no programa da TVI A Quinta, enquanto "patroa".
Em 2018 foi comentadora do Late Night Secret do Secret Story 7 e do Secret Story: O Reencontro, assim como da rubrica "Crónica Social" no Você na TV!, isto até 2020. 
Desde 2004 que é comentadora do reality show Big Brother, da TVI. 
Em 2020 foi comentadora dos reality shows: Big Brother 2020 e Big Brother - A Revolução.
Em 2021 foi comentadora dos reality shows: Big Brother - Duplo Impacto, O Amor Acontece e Big Brother 2021.
Em 2022 foi comentadora dos reality shows: Big Brother Famosos 2022, Big Brother Famosos 2022 - 2ª Edição, Big Brother - Desafio Final 1 e Big Brother 2022.
Em 2023 foi comentadora dos reality shows da TVI: A Ex-periência, O Triângulo, Casamento Marcado, Big Brother 2023, assim como do talk-show cor-de-rosa da meia-noite TVI Extra.
Em 2024, foi comentadora dos reality shows da TVI: Big Brother - Desafio Final 2; Big Brother 2024; Dilema e Secret Story 8. 
Em 2025, foi comentadora dos reality shows da TVI: Secret Story - Desafio Final 5, Big Brother 2025, Big Brother Verão.
Atualmente é comentadora de assuntos sociais na rubrica Conversas de Café do programa Dois às 10 e dos reality shows da TVI.
Cinha Jardim é admiradora do líder do partido Chega, André Ventura, e deu-lhe os parabéns aquando da primeira eleição de Ventura como deputado à Assembleia de República, em outubro de 2019.

## Controvérsias
A 26 de abril de 2018, a Associação ILGA Portugal comunicou que interpôs uma queixa junto da Entidade Reguladora para a Comunicação Social, atendendo ao facto de a socialite se ter referido coloquialmente a dois concorrentes da "Casa dos Segredos" como "paneleirotes", um palavra pejorativa de tom homofóbico.